# Stadion Miejski im. Eugeniusza Połtyna w Bydgoszczy
Stadion Miejski im. Eugeniusza Połtyna – stadion sportowy w Bydgoszczy, w Polsce. Obiekt może pomieścić 1000 widzów. Swoje spotkania rozgrywają na nim piłkarki klubu KKP Bydgoszcz.
Od 12 września 2006 roku stadion na Wzgórzu Wolności nosi imię działacza sportowego, Eugeniusza Połtyna. W latach 2011–2012 stadion wyposażono w boisko ze sztuczną murawą i oświetlenie o natężeniu 510 luksów. W 2014 roku zarządcą obiektu został ekstraligowy klub piłki nożnej kobiet KKP Bydgoszcz, który rozgrywa na nim swoje spotkania (wcześniej stadionem zarządzało Towarzystwo Krzewienia Kultury Fizycznej (TKKF)).